# التهاب الجراب الإسكي
التهاب الجراب الإسكي (بالإنجليزية: Ischial bursitis)‏ والذي يُعرف أيضًا باسم مقعدة النساج (بالإنجليزية: weaver bottom)‏، هو التهابٌ في الجراب الزلالي الموجود بين العضلة الألوية الكبرى والحدبة الإسكية.
يحدث عادةً بسبب الجلوس لفتراتٍ طويلة على سطحٍ صلب.